# 渡辺三千成
渡辺 三千成（わたなべ みちなり）は、日本の映像作家、アニメーター。主に、NHKの音楽番組「みんなのうた」などのアニメーションを制作している。

## 作成作品一覧

### みんなのうた
- ◆は5分間1曲枠の楽曲。
- 1.お兄ちゃんずるい / 北本敦也（1987年10月・11月放送）[1]
- 2.あいこでしょ / 工藤夕貴とひばり児童合唱団（1988年8月・9月放送）[2]
- 3.チーちゃんのひみつ / 大和田りつこ（1991年4月・5月放送）[3]